# Uvaria busgenii
Uvaria busgenii är en kirimojaväxtart som beskrevs av A. Unwin. Uvaria busgenii ingår i släktet Uvaria och familjen kirimojaväxter. Inga underarter finns listade i Catalogue of Life.